# Andreas Embirikos

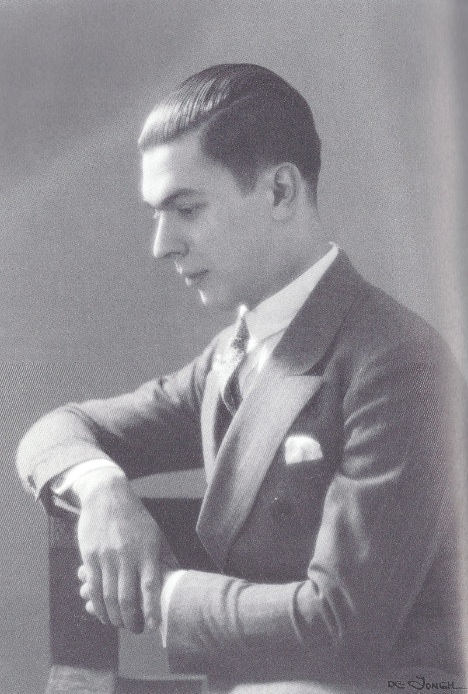
Andreas Embirikos (1920)

Andreas Embirikos (griechisch Ανδρέας Εμπειρίκος; * 2. September 1901 in Brăila, Königreich Rumänien; † 3. August 1975 in Athen, Griechenland) war ein griechischer Psychoanalytiker und Dichter des Surrealismus.

## Leben
Embirikos entstammt einer bekannten griechischen Reederfamilie des 19. und 20. Jahrhunderts, die ihren Hauptsitz auf der Ägäis-insel Syros hatte. Der Familienname einiger der Mitglieder der Familie wird/wurde Embiricos geschrieben.

## Wirken
Embirikos gilt als einer der bedeutendsten griechischen Dichter des 20. Jahrhunderts, als Hauptvertreter des Modernismus und der Reform der neugriechischen Dichtung (siehe: Generation der 30er-Jahre), sowie als mutiger Vordenker. Zudem war er einer der Vorreiter der Psychoanalyse in Griechenland.